# Терешинка
Терешинка — деревня в Плюсском районе Псковской области. Входит в сельское поселение Плюсская волость.

## География
Деревня расположена в 15 км к северо-западу от районного центра — посёлка Плюсса и в 1 км к юго-востоку от деревни Должицы.

## Население
Численность населения деревни по оценке на конец 2000 года составляла 19 человек, по переписи 2002 года — 20 человек.

## История
В список деревень Хмерского погоста Шелонской пятины  на 1498 год внесена деревня Терешкино.
1582 год сельцо Терешина, зжена и воевана от литовских людей.
1706 год За Посолотиным монастырем в вотчине:
| Посолотино | Овинец | Терешинка |

До 1 января 2006 года деревня входила в состав ныне упразднённой Должицкой волости.